# اعتداء ديني

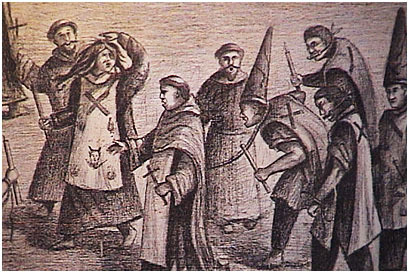

الاعتداء الديني (بالإنجليزية:Religious abuse) هي إساءة تدار تحت ستار الدين مثل التحرش أو الإذلال، وربما تؤدي إلى صدمة نفسية. يمكن أن يشمل الاعتداء الديني أيضا سوء استخدام الدين لأغراض أنانية، علمانية، أو أيديولوجيه مثل الإساءة لموقف رجال الدين.